# 데겐의 여덟 제곱수 항등식
데겐의 여덟 제곱수 항등식(Degen's eight-square identity, -數 恒等式)은 덴마크 수학자 페르디난 데겐(Ferdinand Degen)의 이름이 붙은 항등식이다. 이하와 같은 구조를 갖고 있다:
{\displaystyle (a_{1}^{2}+a_{2}^{2}+a_{3}^{2}+a_{4}^{2}+a_{5}^{2}+a_{6}^{2}+a_{7}^{2}+a_{8}^{2})(b_{1}^{2}+b_{2}^{2}+b_{3}^{2}+b_{4}^{2}+b_{5}^{2}+b_{6}^{2}+b_{7}^{2}+b_{8}^{2})=\,}
{\displaystyle (a_{1}b_{1}-a_{2}b_{2}-a_{3}b_{3}-a_{4}b_{4}-a_{5}b_{5}-a_{6}b_{6}-a_{7}b_{7}-a_{8}b_{8})^{2}+\,}
{\displaystyle (a_{1}b_{2}+a_{2}b_{1}+a_{3}b_{4}-a_{4}b_{3}+a_{5}b_{6}-a_{6}b_{5}-a_{7}b_{8}+a_{8}b_{7})^{2}+\,}
{\displaystyle (a_{1}b_{3}-a_{2}b_{4}+a_{3}b_{1}+a_{4}b_{2}+a_{5}b_{7}+a_{6}b_{8}-a_{7}b_{5}-a_{8}b_{6})^{2}+\,}
{\displaystyle (a_{1}b_{4}+a_{2}b_{3}-a_{3}b_{2}+a_{4}b_{1}+a_{5}b_{8}-a_{6}b_{7}+a_{7}b_{6}-a_{8}b_{5})^{2}+\,}
{\displaystyle (a_{1}b_{5}-a_{2}b_{6}-a_{3}b_{7}-a_{4}b_{8}+a_{5}b_{1}+a_{6}b_{2}+a_{7}b_{3}+a_{8}b_{4})^{2}+\,}
{\displaystyle (a_{1}b_{6}+a_{2}b_{5}-a_{3}b_{8}+a_{4}b_{7}-a_{5}b_{2}+a_{6}b_{1}-a_{7}b_{4}+a_{8}b_{3})^{2}+\,}
{\displaystyle (a_{1}b_{7}+a_{2}b_{8}+a_{3}b_{5}-a_{4}b_{6}-a_{5}b_{3}+a_{6}b_{4}+a_{7}b_{1}-a_{8}b_{2})^{2}+\,}
{\displaystyle (a_{1}b_{8}-a_{2}b_{7}+a_{3}b_{6}+a_{4}b_{5}-a_{5}b_{4}-a_{6}b_{3}+a_{7}b_{2}+a_{8}b_{1})^{2}\,}
이 항등식은 네 제곱수의 경우에 관찰할 수 있는 오일러의 네 제곱수 항등식, 즉,
{\displaystyle (a_{1}^{2}+a_{2}^{2}+a_{3}^{2}+a_{4}^{2})(b_{1}^{2}+b_{2}^{2}+b_{3}^{2}+b_{4}^{2})=\,}
{\displaystyle (a_{1}b_{1}-a_{2}b_{2}-a_{3}b_{3}-a_{4}b_{4})^{2}+\,}
{\displaystyle (a_{1}b_{2}+a_{2}b_{1}+a_{3}b_{4}-a_{4}b_{3})^{2}+\,}
{\displaystyle (a_{1}b_{3}-a_{2}b_{4}+a_{3}b_{1}+a_{4}b_{2})^{2}+\,}
{\displaystyle (a_{1}b_{4}+a_{2}b_{3}-a_{3}b_{2}+a_{4}b_{1})^{2}.\,}
을 일반화한 결과이다. 증명 자체는 단순한 식의 전개를 통해 할 수 있다. 이 항등식은 처음으로 1818년 무렵 데겐에 의해 발견되었으나, 이후 1843년 존 토머스 그레이브스(John Thomas Graves)와 1845년 아서 케일리에 의해 팔원수 체계가 구성되면서 독립적으로 재발견되었다. 이 항등식은 팔원수 a, b의 노름에 대해 {\displaystyle \|ab\|=\|a\|\|b\|} 가 성립함을 의미하기 때문이다.
이보다 더 많은 수, 예컨대 16개의 수에 대해 유사한 항등식이 더 이상 성립하지 않는다는 것은 1898년 아돌프 후르비츠에 의해 증명되었다.

## 같이 보기
- 팔원수
- 사원수